# Judith und Holofernes (Donatello)

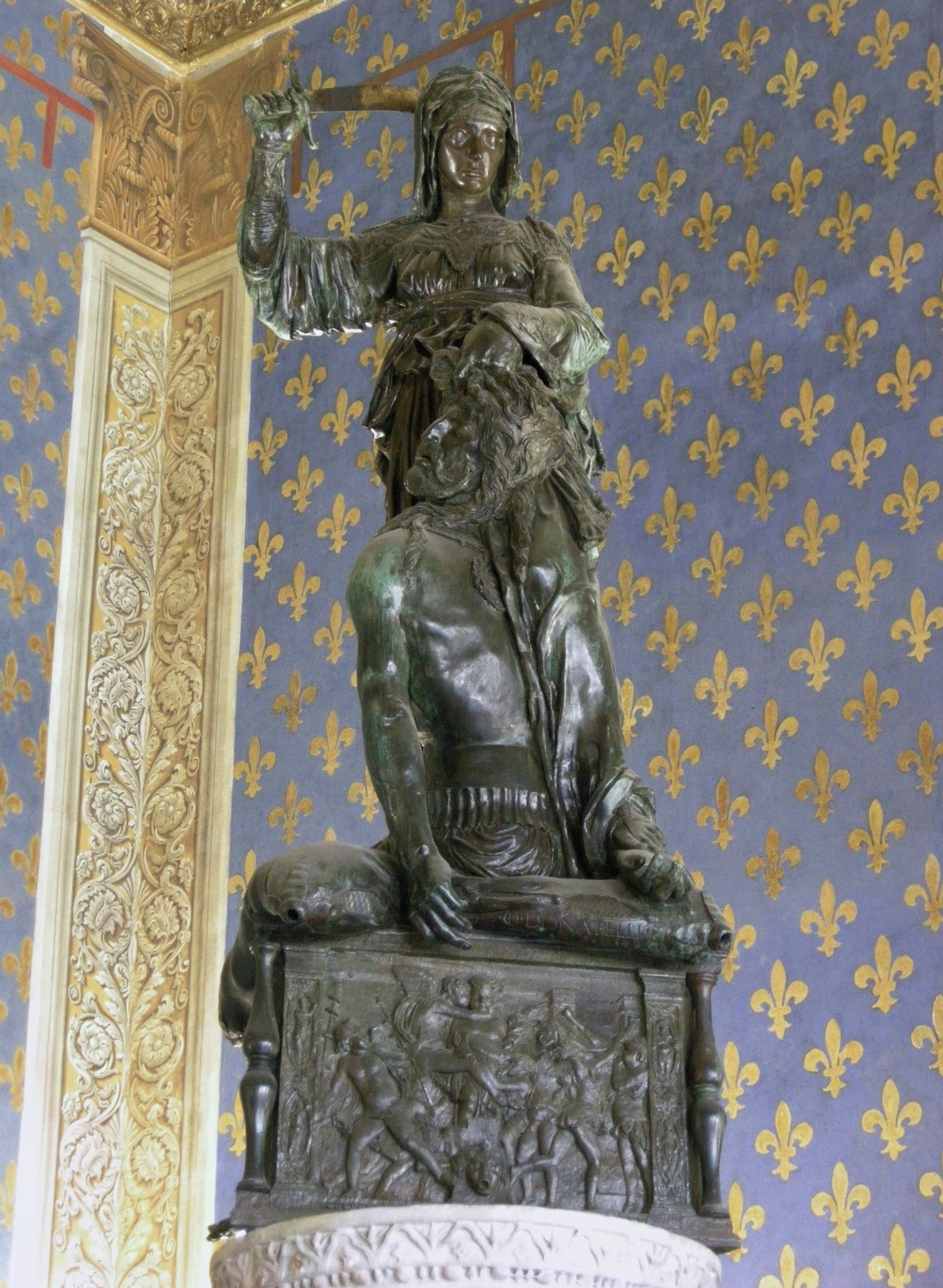
Judith und Holofernes, das Original heute im Palazzo Medici Riccardi

Judith und Holofernes ist eine Plastik aus Bronze, die der Florentiner Bildhauer Donatello zwischen 1453 und 1457 als Figur für einen Brunnen im Garten des Palazzo Medici in Florenz geschaffen hat. Heute wird das Original im Palazzo Vecchio in Florenz aufbewahrt.
Dargestellt ist die Ermordung des Generals Holofernes durch Judith, die ihr Volk und ihr Land durch diese Tat vor der Eroberung durch die Assyrer retten kann. Die „Judith und Holofernes“-Gruppe und der damals ebenfalls im Medici-Garten stehende „David“ gelten als eine der ersten allansichtigen Plastiken der frühen Renaissance. Eine Kopie ist heute auf der Piazza della Signoria vor dem Palazzo Vecchio in Florenz „im Schatten“ von Michelangelos David aufgestellt.

## Technische Daten
Ohne Sockel hat die Judith und Holofernes-Gruppe eine Höhe von 236 cm. Die Figur ist aus Bronze und trägt noch Spuren der ursprünglichen Vergoldung. Die Skulptur wurde in 11 einzelnen Stücken gegossen und nachträglich bearbeitet und vergoldet.

## Auftraggeber
Die Judith und Holofernes-Gruppe wurde wahrscheinlich von Cosimo de’ Medici oder  Piero de’ Medici  bei Donatello in Auftrag gegeben als Figur für einen Brunnen im Garten des Palazzo Medici.

## Beschreibung

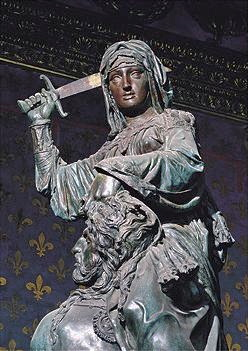

Dargestellt ist Judith als junge Frau, gekleidet in ein langärmeliges, hochgegürtetes antikisierendes Gewand, der schmale Halsausschnitt ihres Kleides wird durch eine breite Borte mit Rosettenmuster und zwei Genien mit  einem Tondo betont. Tücher, tief in die Stirn gezogen, bedecken ihr Haar. Sie steht auf einem weichen Kissen, auf dem der athletische, aber durch Trunkenheit erschlaffte Holofernes sitzt, gehalten nur durch Judiths festen Griff in den Haarschopf. Ihr rechter Fuß steht auf dem Geschlecht  des Opfers, das linke Bein ist vorgestemmt, den Kopf des Opfers auf dem Oberschenkel für einen zweiten, tödlichen Hieb zurechtgelegt. Der erste Hieb hatte nur die klaffende Wunde am Hals verursacht.
In krassem Gegensatz zu Judiths eher zarter Gestalt steht der trunkene Holofernes. Er ist nur mit einem Lendentuch bekleidet, sein muskelbepackter, nackter Körper, die wilde Haarmähne und der wuchernde Bartwuchs strahlen Gewalttätigkeit und Brutalität aus. Um den Hals trägt er ein Medaillon, es ist ihm auf den Rücken gerutscht. Es zeigt ein sich aufbäumendes Pferd, ein der damaligen Zeit vertrautes Symbol der Superbia, des Hochmutes.
Die Gruppe steht auf einer Basis, deren drei balusterartige Säulchen die Ecken betonen. Der runde Baluster-Sockel aus Marmor wurde erst erschaffen, als die Skulptur aus dem Medici-Palast in der Via Larga auf die Piazza della Signoria versetzt wurde. Auf den drei flachen Reliefs werden Bacchanalien dargestellt, Anspielungen auf das vergangene Trinkgelage des Holofernes. Donatello hat die Skulptur signiert mit OPUS DONATELLI.

## Standorte und  Bedeutungen der Gruppe

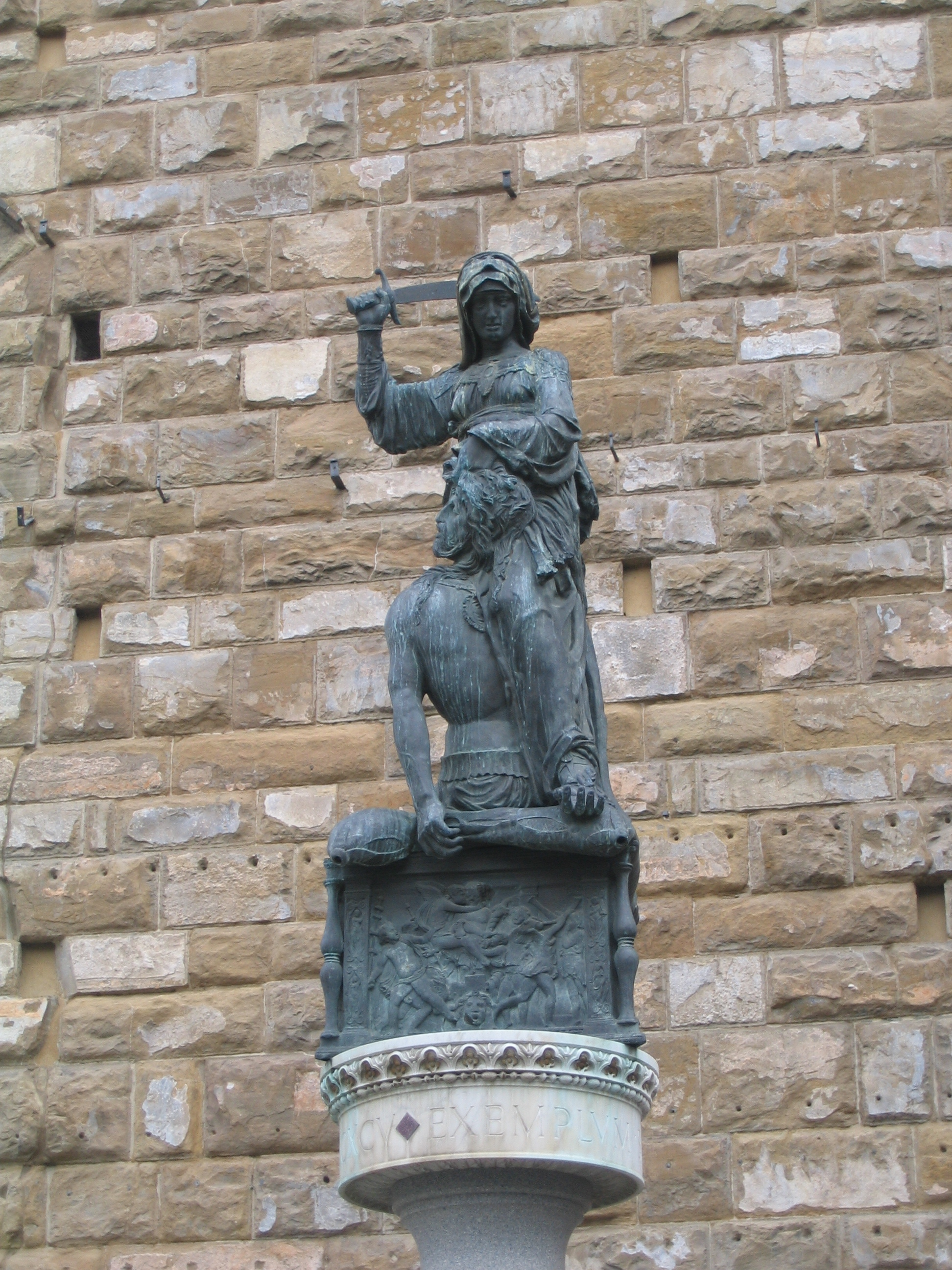
„Judith und Holofernes“, Kopie vor der Signoria

Judith, ein beliebtes Thema der bildenden Kunst, galt als Verkörperung der christlichen Tugend der Bescheidenheit (Humilitas), die über  das Laster des Hochmuts (Superbia) siegt. In der profanen Kunst ist sie Verkörperung einer heldenhaften Person, die das Vaterland durch Mut und Geschick aus höchster Not rettet, und in dieser Bedeutung dürfte sie von den Medici für den Garten gedacht worden sein. Entsprechend hieß die ursprüngliche Inschrift der Judith-Gruppe: „Königreiche stürzen durch Unzucht, durch  Tugenden steigen diese Städte. Siehe, der Hoffahrt Haupt fällt von der Demut Hand.“ Cosimo selbst sah in dieser Zeit seine Regierung nach Ausschalten konkurrierender Florentiner Familien und durch außenpolitische Erfolge – ein Bündnis mit Venedig und die von ihm geförderte Ablösung der Mailänder Visconti durch die Sforza – gefestigt. Die Stadt blühte wirtschaftlich und kulturell, der innere Frieden war gewahrt.
1494 wurden die Medici aus der Stadt vertrieben, 1495 wurde die Skulptur von der Bevölkerung vom Sockel geholt, feierlich zur Piazza della Signoria transportiert und nahe am Haupteingang zum Palazzo Vecchio aufgestellt. Sie wurde jetzt als Symbol für die Freiheit und den Sieg des Volkes über die Tyrannei betrachtet und erhielt eine neue Inschrift: „Dieses Beispiel der Rettung stellten die Bürger 1495 auf“.
Die Symbolik der Judith schwappte jedoch, wie ein Treffen der Kommission der Künstler zeigt nach dem Verlust der Vorherrschaft über Pisa im Laufe der Italien Kriege in eine eher negative Richtung, so wurde sie mit der Schwächung der Republik und schlechten Omen in Verbindung gebracht.
Neun Jahre blieb sie vor dem Palazzo Vecchio, bis sie 1504, vermutlich auf anraten der Kommission der Künstler hin dem „David“ Michelangelos weichen musste und zunächst im Innenhof des Palazzo Vecchio aufgestellt wurde. Dort blieb die Statue jedoch nur kurz und 1506 wurde sie in die Loggia dei Lanzi unter die westliche Arkade versetzt. Nach ihrer Rückkehr ließen die Medici die Statue zunächst an diesem Platz, um die Gefühle des Volkes nicht zu reizen. 1582 musste sie ein weiteres Mal den Platz räumen, dieses Mal für Giambolognas Gruppe „Raub der Sabinerinnen“. Judith rückte an die Schmalseite der Loggia, gegenüber den Uffizien, den denkbar schlechtesten Standort für eine Skulptur, die man nach dem Willen des Künstlers von allen Seiten betrachten soll. Drei Jahrhunderte stand sie in dieser Ecke.
Nach dem Zweiten Weltkrieg wurde sie wieder an ihrem alten Platz vor dem Palazzo Vecchio aufgestellt, wo sie jetzt an der Seite des über zwei Meter größeren „David“ eher verloren wirkt. Die Judith auf der Piazza ist eine Kopie, die während der Restaurierung der Gruppe in den 1980er Jahren angefertigt wurde. Das Original steht in der Sala dei Gigli im Palazzo Vecchio.